# Tziltzapollo
Tziltzapollo är en ort i Mexiko.   Den ligger i kommunen Zontecomatlán de López y Fuentes och delstaten Veracruz, i den sydöstra delen av landet, 170 km nordost om huvudstaden Mexico City. Tziltzapollo ligger 462 meter över havet och antalet invånare är 180.
Terrängen runt Tziltzapollo är kuperad, och sluttar österut. Runt Tziltzapollo är det ganska glesbefolkat, med 34 invånare per kvadratkilometer. Närmaste större samhälle är Xochiatipan de Castillo, 15,6 km nordväst om Tziltzapollo. I omgivningarna runt Tziltzapollo växer huvudsakligen savannskog.